# Підступна Шістка
«Підступна Шістка» (англ. The Insidious Six) — перша серія другого сезону мультсеріалу "Людина-павук" 1994 року.

## Сюжет
Щоб нарешті знищити Людину-павука, мафіозі Срібногривий та КінгПін наймають шістьох найпідступніших ворогів Людини-павука — Хамелеона, Містеріо, Носорога, Скорпіона, Шокера та Доктора Октопуса. Але найгірше те, що пристрій вченого Фарлі Стіллвелла забирає сили Людини-павука. Тим часом Доктор Октопус викрадає тітку Пітера, Мей, так як знайомий з Пітером. Людина-павук йде на допомогу тітці Мей, але Підступна Шістка перемагає Пітера і знімає з нього маску…

## У ролях
- Крістофер Деніел Барнс — Пітер Паркер/Людина-павук
- Лінда Гері — тітка Мей Паркер
- Сара Баллантайн — Мері Джейн Ватсон
- Дженніфер Гейл — Феліція Гарді
- Джозеф Кампанелла — доктор Курт Коннорс/Ящір
- Роско Лі Браун — Вілсон Фіск/КінгПін
- Джефф Корі — Сільвіо Манфреді/Срібногривий
- Майкл Белл — Ліланд Ослі/Сова
- Ніккі Блер — Кувалда
- Максвелл Колфілд — Елістер Сміт
- Нік Джеймсон — Майкл Морбіус
- Патрік Лабіорто — Флеш Томпсон
- Грегг Бергер — Квентін Бек/Містеріо
- Джим Каммінгс — Герман Шульц/Шокер
- Мартін Ландау — Мак Гарган/Скорпіон
- Дон Старк — Алекс О'Гірн/Носоріг
- Єфрем Цимбаліст молодший — доктор Отто Октавіус/Доктор Октопус